# Jesse Valdez
Jesse Valdez, född den 7 december 1947, är en amerikansk boxare.
Valdez tog OS-brons i welterviktsboxning 1972 i München. I semifinalen förlorade han mot Emilio Correa från Kuba med 2-3.